# Praga 18
Praga 18 – dzielnica Pragi rozciągająca się na północny wschód od centrum miasta, na wschód od Wełtawy. Składa się z mniejszych dzielnic: Čakovice.
Obszar dzielnicy wynosi 5,61 km² i jest zamieszkiwany przez 16 433 mieszkańców (2008).
Do 31 grudnia 2001 roku dzielnica Praga 18 nazywana była Praha-Letňany.